# Јозеф Виктор Рохоњ
Јозеф Виктор Рохоњ (svk. Jozef Viktor Rohoň; Бутин, Тимиш, 7. мај 1845 — Праг, 15. март 1923) био је аустријски лекар и палеонтолог словачког порекла.

## Биографија

### Породица
Потиче из познате словачке евангелистичке породице Рохоњ. Прадеда му је био Јурај Рохоњ (1773-1831), песник и евангелистички свештеник у Гложану. Отац Фердинанд (1823-1884) био је писац религиозних дела, композитор и учитељ.

### Образовање
Похађао је гимназију у Шопрону. Две године (1867-1869) студирао је евангелистичку теологију у Бечу. Потом 1871. прелази на студије медицине, фокусирајући се на зоологију и неуроанатомију. Утицај на њега извршили су Теодор Мејнерт, Карл Клаус и Едуард Алберт. Дипломирао је 1884. у Минхену, где остаје све до 1888. посвећујући се палеонтолошким истраживањима. У Минхену је сарађивао са Карлом Алфредом фон Цителом, изводећи анатомске студије конодонта.

### Каријера
У пролеће 1888. преселио се у Санкт Петербург, где је радио као приватни тутор све до 1895. године. Након тога изабран је за ванредног професора хистологије (касније и ембриологије) на Карловом универзитету у Прагу. У фебруару 1903. постао је редовни професор хистологије и ембриологије. Пензионисао се 1915. године.
Од 31 научног рада, девет је посвећено неуроанатомији, а 22 палеонтологији (углавном палеоихтиологији).
Његово име везује се за „Рохоњ-Бердове ћелијe”, дефинисане као велики механосензорни неурони који се могу наћи у дорзалном спиноцеребеларном путу риба и водоземаца. Рохоњ-Бердове ћелије су присутне само у ембрионалној и ларвалној фази.
Оженио се у педесет шестој години Боженом, са којом је имао пет ћерки: Кристину, Павлу, Владимиру, Олгу и Константину.
Као младић био је један од покретача позоришног живота Словака у Бачком Петровцу, па је тако 1866. организовао прву позоришну представу у месту.
Рохоњ је био члан Краљевске чешке академије наука, Природњачког друштва у Санкт Петербургу, Руског империјалног минералошког друштва и Друштва чешких лекара.